# Petit Aniouï
Pour les articles homonymes, voir Aniouï.
Le Petit Aniouï ,(en russe : Ма́лый Аню́й, Maly Aniouï), est une rivière du bassin de la Kolyma, dans l'Extrême-Orient russe. La majeure partie du bassin du Petit Aniouï et de ses affluents appartient à la région administrative autonome de Tchoukotka dans l'Extrême-Orient de la Russie. 

## Géographie
Le Petit Aniouï coule à peu près vers l'ouest, le sud et l'ouest de la chaîne d'Ilirneï (en), faisant un large virage par la chaîne de Tchouvanaï (en) - coulant d'abord vers le nord puis de nouveau vers l'ouest au pied de la chaîne de Kyrganaï (en) - dans l'ouest de l'okroug autonome de Tchoukotka. Juste après avoir traversé la République de Sakha, il rencontre le Grand Aniouï (en), fusionnant avec lui en un seul canal (Aniouï proprement dit) sur 8 kilomètres avant de rencontrer la Kolyma près de son delta. Sa longueur est de 738 kilomètres et la surface de son bassin de 49 800 kilomètres carrés.
Le cratère météoritique El'gygytgyn se trouve à environ 50 kilomètres de sa source.
Les localités habitées les plus importantes de la vallée du Petit Aniouï sont Aliskerovo (en) et Bilibino, sur les rives de petits affluents.